# Rozdrażewscy herbu Doliwa

Herb Doliwa

Rozdrażewscy herbu Doliwa – polski ród magnacki wywodzący się z Wielkopolski. Należeli do jednego z najbardziej zasłużonych rodów w Rzeczypospolitej, na przestrzeni dziejów członkowie tego rodu piastowali liczne funkcje świeckie i kościelne, przysługiwał im tytuł hrabiowski.

## Etymologia nazwiska
Nazwisko rodu ma pochodzenie odmiejscowe, wywodzi się z gniazda rodowego o nazwie Rozdrażew, zlokalizowanego w południowej Wielkopolsce .

## Historia
Rozdrażewscy bezpośrednio wywodzą się z rodu Doliwów, którzy to prawdopodobnie w XIII w. wyodrębnili się z rodu Porajów. Niektóre wywody genealogiczne głoszą, iż rodzina ta wywodzi się od brata św. Wojciecha – Sobiesława . Doliwowie zyskali na znaczeniu za panowania Władysława Łokietka, ciesząc się jego zaufaniem. Podczas konfederacji Maćka Borkowica, obrali stronę króla Kazimierza Wielkiego, a syn Borkowica poległ właśnie pod Rozdrażewem . Poprzez lojalną służbę pozostawali w bliskim otoczeniu kolejnych królów. W latach 1569–1574 Jan Rozdrażewski nabywał dobra krotoszyńskie, gdzie ufundował murowany kościół pw. św Jana Chrzciciela, który dziś jest bazyliką mniejszą. Potop szwedzki zrujnował majątek Rozdrażewskich, co przyczyniło się do upadku ich znaczenia. Podczas wojny północnej z racji bardzo bliskich relacji między rodami opowiedzieli się za Stanisławem Leszczyńskim, czym zrazili do siebie Augusta II Mocnego i jako przestępcy polityczni, pozbawieni dawnej fortuny zostali zmuszeni do zmiany nazwiska i ukrywania się . 

## Znani członkowie
- Andrzej Rozdrażewski (1570–1631) – fundator klasztoru Klarysek w Bydgoszczy.

- Hieronim Rozdrażewski (ok. 1546–1600) – biskup kujawski, sekretarz wielki koronny.
- Hieronim Rozdrażewski (zm. 1540 lub 1541) – kasztelan przemęcki i rogoziński.
- Hieronim Rozdrażewski (zm. 1632) – kasztelan międzyrzecki.
- Jacek Rozdrażewski (zm. 1651) – pułkownik wojsk koronnych.
- Jakub Rozdrażewski (ok. 1621–1662) – kasztelan kaliski, wojewoda inowrocławski.
- Jan Rozdrażewski (1537–1585) – marszałek dworu królowej Elżbiety Austriackiej.
- Jan Rozdrażewski (zm. po 1475) – tenutariusz Bolesławca koło Wielunia.
- Jan Rozdrażewski (ok. 1543–1600) – podkomorzy i kasztelan poznański, luteranin.
- Jan Rozdrażewski (ok. 1595–1628) –  krajczy królowej Konstancji Habsburżanki, starosta odolanowski.
- Jan Rozdrażewski (zm. 1527–1528) – kasztelan kamieński i międzyrzecki.
- Jan Rozdrażewski (zm. 1609) – biskup pomocniczy włocławski.
- Jarosław Rozdrażewski (ur. ok. 1422) – miecznik i podkomorzy kaliski.
- Krzysztof Rozdrażewski (1547–1580) – rotmistrz wojsk koronnych.
- Stanisław Rozdrażewski (zm. 1692) – kustosz krakowski, scholastyk wiślicki, proboszcz iłżecki, sekretarz królewski.

- Stanisław Rozdrażewski (zm. 1564) – kasztelan rogoziński.
- Stanisław Rozdrażewski (1540–1619) – jezuita, pierwszy rektor Kolegium Jezuitów w Pułtusku.
- Zofia Rozdrażewska (1562–1625) – fundatorka i pierwsza przełożona klasztoru klarysek w Bydgoszczy.

## Galeria

Wizerunki członków rodu
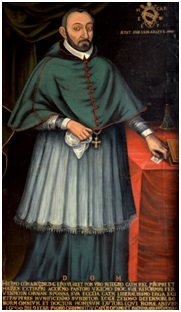
Hieronim Rozdrażewski – biskup kujawski
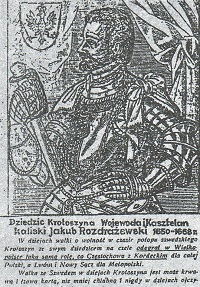
Jakub Hieronim Rozdrażewski – wojewoda inowrocławski

Niektóre fundacje Rozdrażewskich
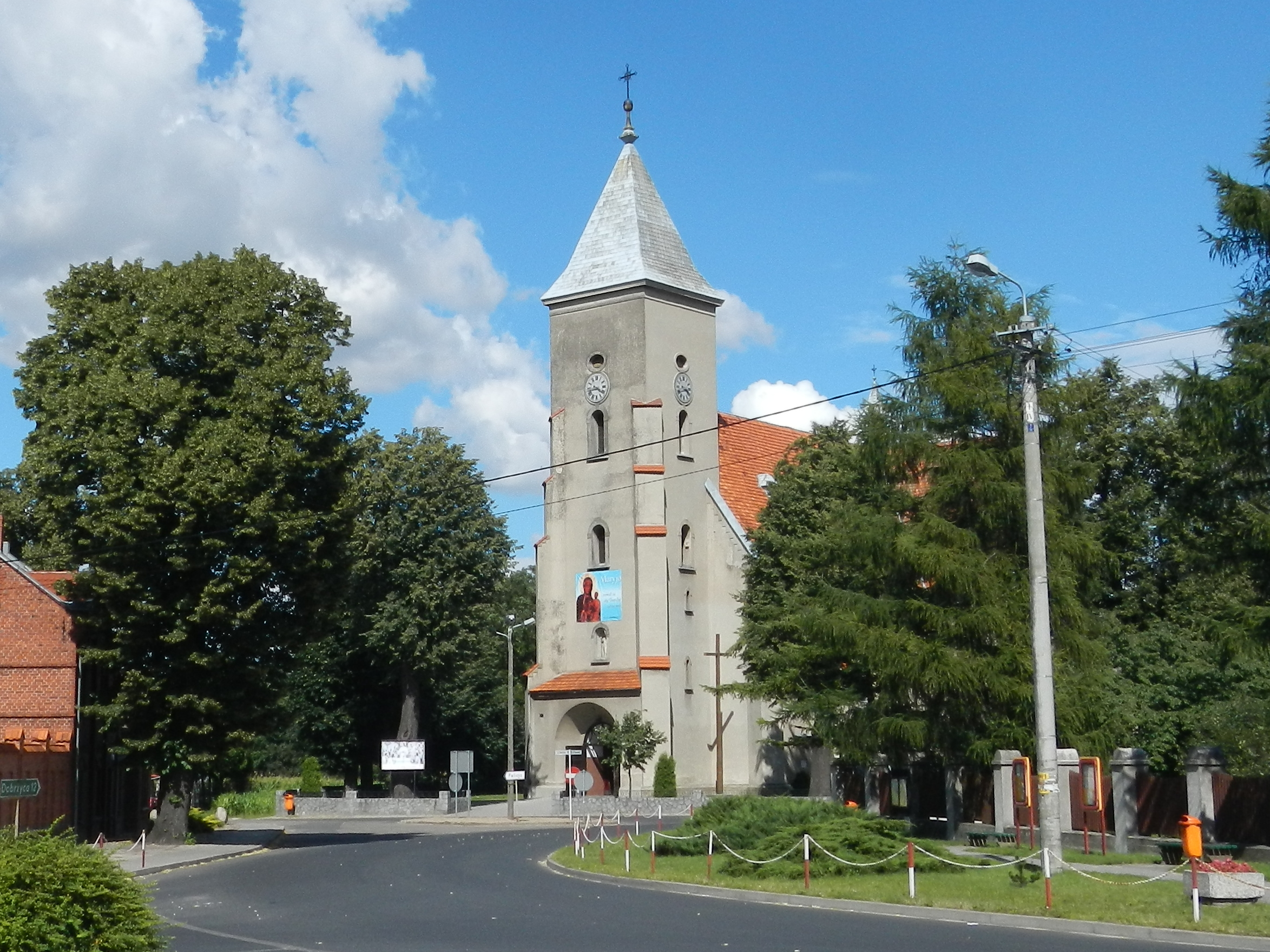
Kościół pw. św Jana Chrzciciela w Rozdrażewie
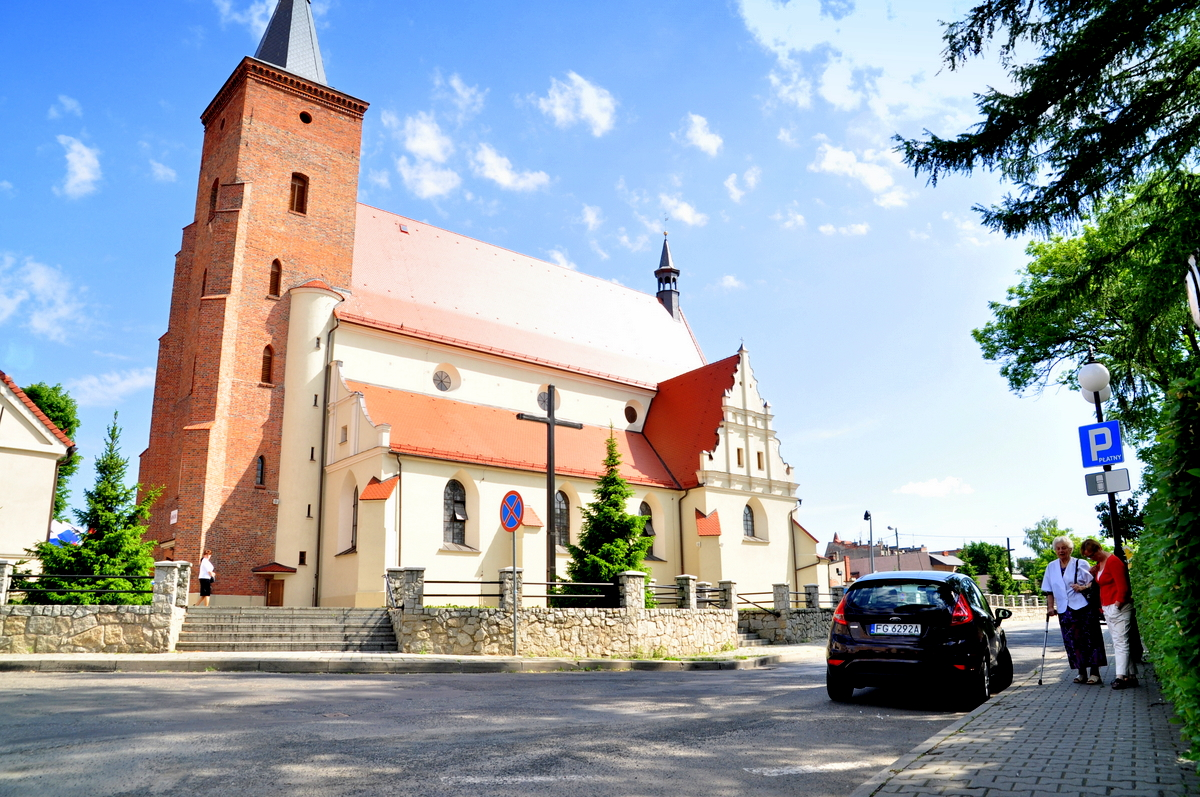
Bazylika pw. św. Jana Chrzciciela w Krotoszynie
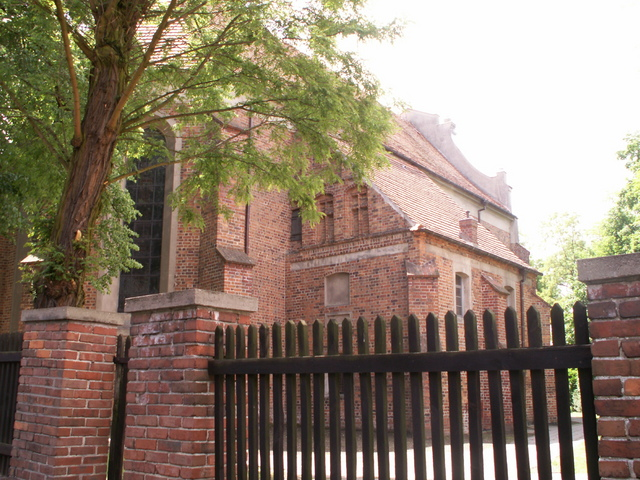
Kościół pw. Świętej Trójcy w Nowym Mieście nad Wartą
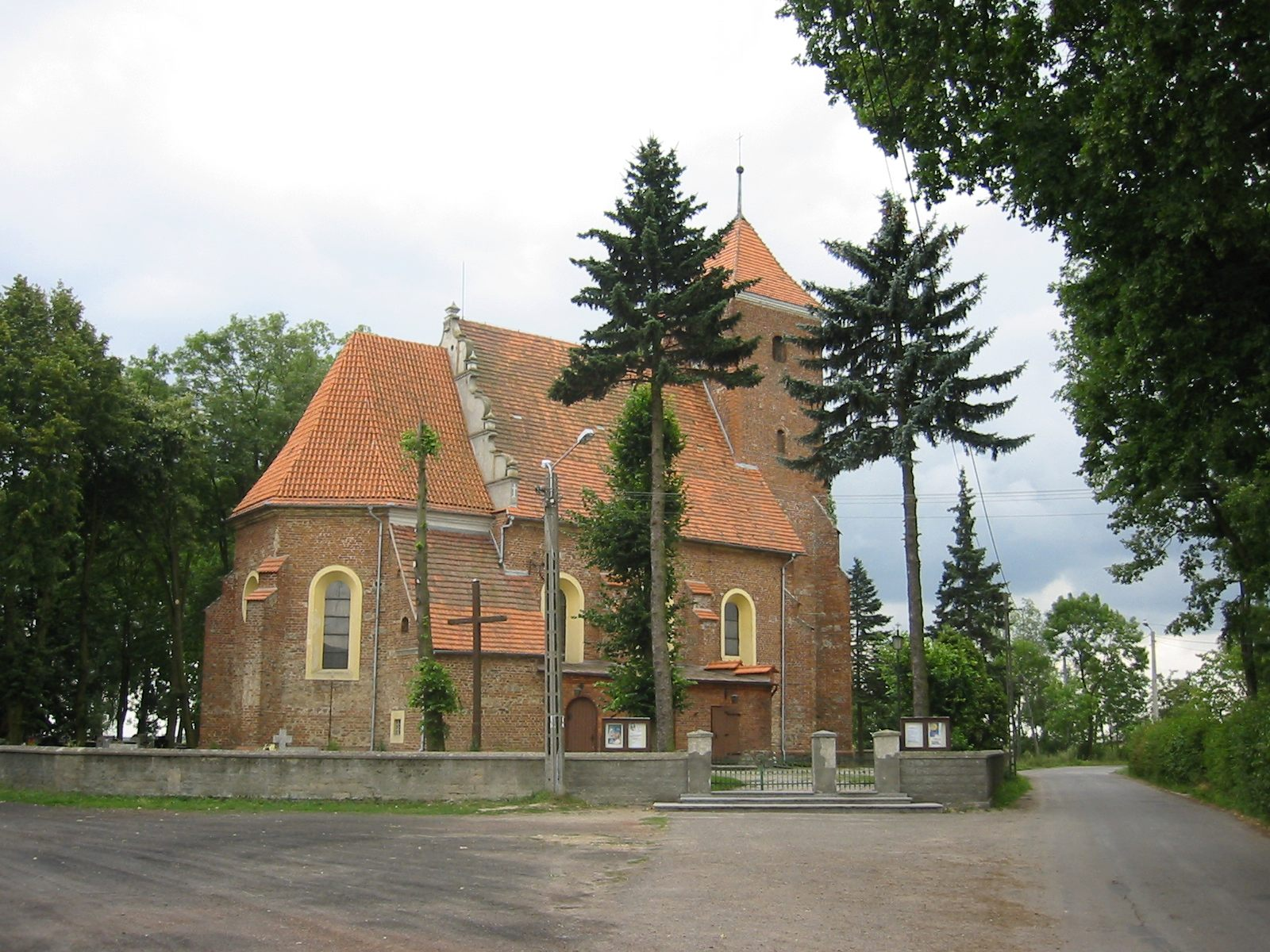
Kościół pw. św. Mikołaja w Benicach
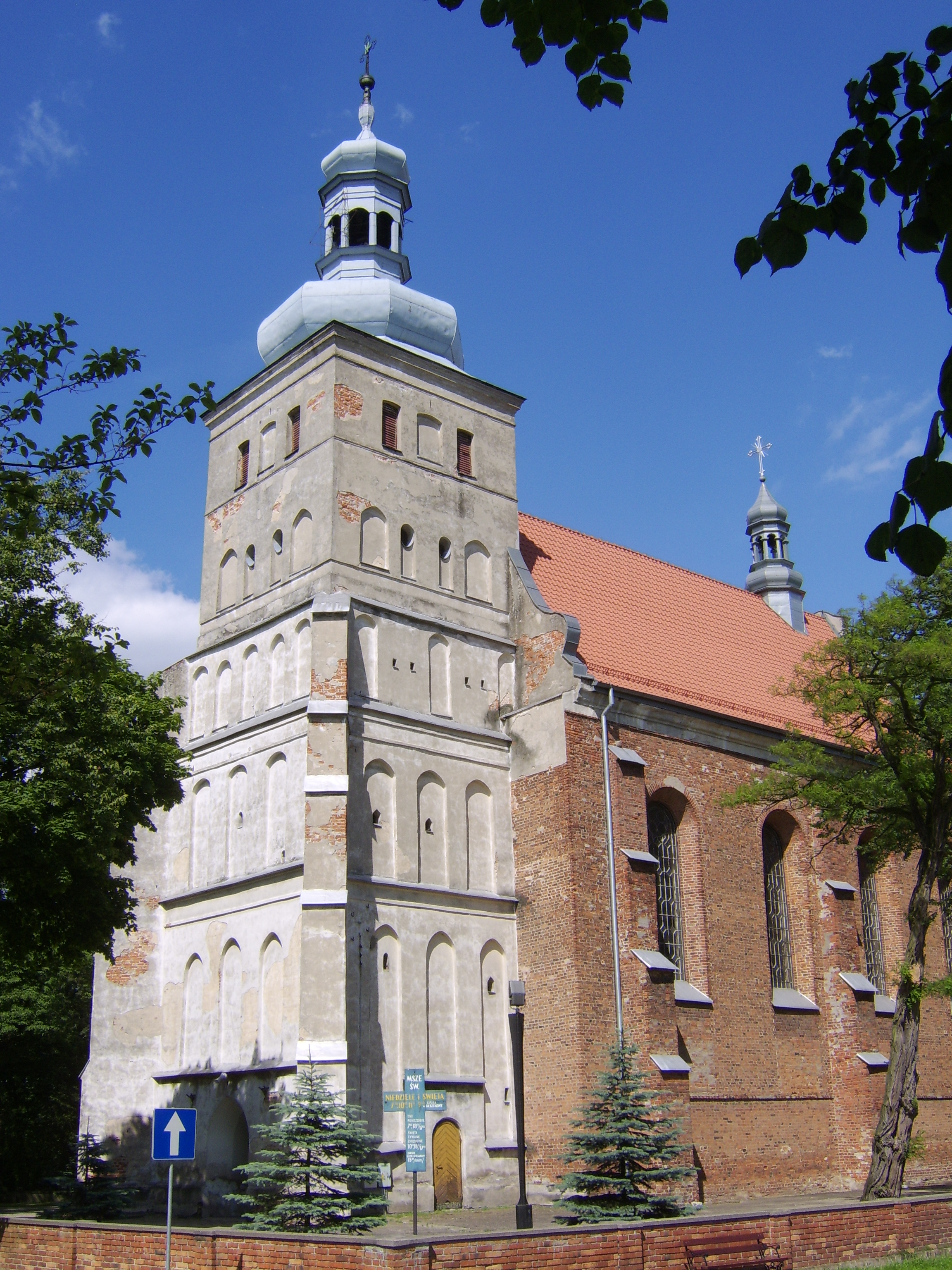
Kościół pw. Wszystkich Świętych i św. Hieronima w Raciążku